# سيرجيو غاديا
سيرجيو غاديا (بالإسبانية: Sergio Gadea)‏ مواليد 30 ديسمبر 1984، هو متسابق دراجات نارية إسباني. نافس في سباقات بطولة العالم لفئة 125 سي سي. كما شارك في بطولة العالم للسوبربايك.

## وصلات خارجية
- سيرجيو غاديا على موقع MotoGP.com (الإنجليزية)
- سيرجيو غاديا على موقع WorldSBK.com (الإنجليزية)

- الموقع الرسمي